# Операція «Вулкан»
Операція «Вулкан» — британська операція, яка проводилась для зачистки від бойовиків Талібану села Барік'ю, що в провінції Гільменд (Афганістан). У цьому селі, розташованому поряд з гідроелектростанцією Каджакі, була розташована база бойовиків, що складалася з 25 об'єктів. Британські війська складались з військовослужбовців 42-го батальйону командос Королівської морської піхоти і 59-го батальйону командос Королівських інженерних військ.
У ході операції, бойовики Талібану чинили опір, але завдяки повітряній підтримці та мінометним ударам загроза для військ була усунута. Операція «Вулкан» була частиною операції «Ахіллес» і пройшла успішно і без втрат.
Деякі частини цієї операції описано в документальному фільмі «Росс Кемп в Афганістані», який транслювали 2008 р.